# Elin Tjärnström
Elin Tjärnström, född 13 maj 1989 är en svensk innebandyspelare som då var forward i Örnsköldsvik IB som också är hennes moderklubb (då den hette Örnsköldsviks SK). Hon var med i det svenska landslag som vann VM-guld vid innebandy-VM 2009. Säsongen 2010/11 spelade hon för Pixbo Wallenstam och 2011/12 i IKSU.